# Minh Tiến, Hữu Lũng
Minh Tiến là một xã thuộc huyện Hữu Lũng, tỉnh Lạng Sơn, Việt Nam.
Xã Minh Tiến có diện tích 24,52 km², dân số năm 1999 là 3.190 người, mật độ dân số đạt 130 người/km².
Theo thống kê năm 2019, xã Minh Tiến có diện tích 24,52 km², dân số là 3.274 người, mật độ dân số đạt 134 người/km².